# 克莱维尔 (滨海塞纳省)
克莱维尔（法語：Cléville，法語發音：[klevil] ⓘ）是法国滨海塞纳省的一个市镇，属于勒阿弗尔区。

## 地理
克莱维尔（49°37'16"N, 0°36'57"E）面积5.47 平方千米，位于法国诺曼底大区滨海塞纳省，该省份为法国北部沿海省份，其西部及北部濒大西洋英吉利海峡，东起顺时针与索姆省、瓦兹省、厄尔省和卡爾瓦多斯省接壤。
与克莱维尔接壤的市镇（或旧市镇、城区）包括：阿尔维马尔、埃克雷特维尔莱邦、富卡尔、泰尔德科。

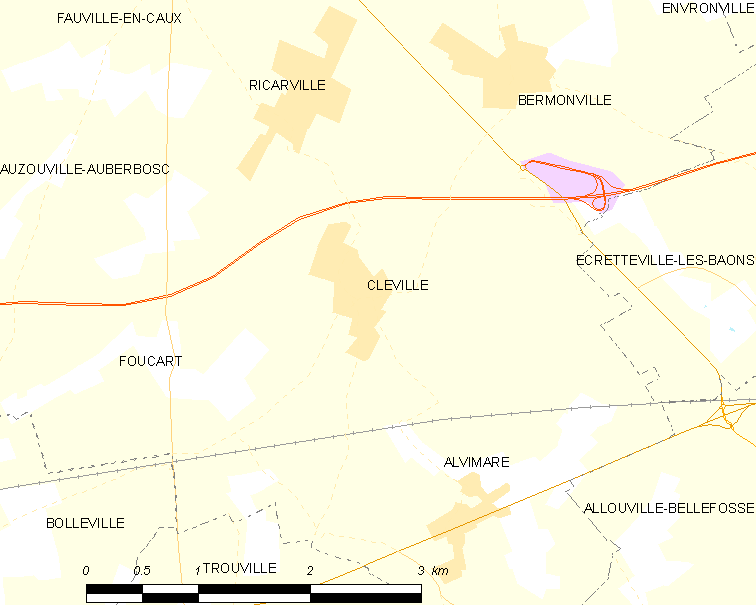
的OSM定位图

克莱维尔的时区为UTC+01:00、UTC+02:00（夏令时）。

## 行政
克莱维尔的邮政编码为76640，INSEE市镇编码为76181。

## 政治
克莱维尔所属的省级选区为科地区圣瓦勒里县。

## 人口

1962-2008年间人口变化图示

克莱维尔于2022年1月1日时的人口数量为139人。